# Antonio Maher Lopes
Antonio Maher Lopes (* 1. Dezember 1965), Kampfname: Fatuk Mutin, ist ein osttimoresischer Politiker. Er ist Mitglied der Partido Socialista de Timor (PST).

## Politische Karriere
Bei den Wahlen zur verfassunggebenden Versammlung am 30. August 2001 trat Lopes im Distrikt Dili als PST-Kandidat für den Distriktsabgeordneten an, erhielt aber nur 1.814, beziehungsweise 2,7 % der Stimmen.
Lopes war 2001 stellvertretender Generalsekretär der PST. Am 28. September wurde er auf einer Sitzung des erweiterten Zentralkomitees der PST zu ihren Kandidaten für die Präsidentschaftswahlen 2017 bestimmt. Bei der Abstimmung am 20. März erhielt Lopes nur 1,76 % der Stimmen.